# Josef Paricky
Josef Paricky (hebrejsky: יוסף פריצקי, celým jménem Josef Jicchak Paricky, יוסף יצחק פריצקי, 14. září 1955, Jeruzalém, Izrael - 5. října 2021) byl izraelský politik a poslanec Knesetu za stranu Šinuj.

## Biografie
Sloužil v izraelské armádě, kde dosáhl hodnosti seržanta (Samal). Vystudoval právo na Hebrejské univerzitě. Pracoval jako právník. Hovořil hebrejsky a anglicky.

## Politická dráha
V izraelském parlamentu zasedl poprvé po volbách do Knesetu v roce 1999, v nichž nastupoval za stranu Šinuj. Byl členem výboru státní kontroly, výboru práce, sociálních věcí a zdravotnictví, výboru pro zahraniční dělníky a finančního výboru.
Mandát obhájil ve volbách do Knesetu v roce 2003. Stal se členem výboru práce, sociálních věcí a zdravotnictví a výboru pro záležitosti vnitra a životního prostředí. Vzhledem k vysokému volebnímu zisku strany Šinuj získala tato formace i vládní posty. Paricky byl v letech 2003–2004 ministrem národní infrastruktury.
V průběhu volebních období se odtrhl od strany Šinuj a založil vlastní politickou formaci Calaš, která ale v následujících volbách do Knesetu v roce 2006 nekandidovala.